# 福岡県道792号船小屋八女線
福岡県道792号船小屋八女線（ふくおかけんどう792ごう ふなごややめせん）は、福岡県筑後市から八女市に至る一般県道である。

## 概要
筑後市大字北長田から八女市本町に至る。

### 路線データ
- 起点：福岡県筑後市大字北長田（福岡県道96号八女瀬高線交点）
- 終点：福岡県八女市本町（西矢原町交差点、福岡県道96号八女瀬高線交点）
- 総延長：約6.3 km

## 路線状況

### 重複区間
- 福岡県道713号唐尾広川線（筑後市大字溝口・溝口交差点 - 八女市川犬）

### 道路施設

#### 橋梁
- 溝口橋（筑後市）
- 川犬橋（八女市、福岡県道713号唐尾広川線重複区間内）
- 上川犬橋（八女市）
- 下川橋（花宗川、八女市）
- 松原橋（十三歩川、八女市）

## 地理

### 通過する自治体
- 筑後市
- 八女市

### 交差する道路
| 交差する道路                         | 市町村名 | 交差する場所 | 交差する場所          |
| ------------------------------------ | -------- | ------------ | --------------------- |
| 福岡県道96号八女瀬高線               | 筑後市   | 大字北長田   | 起点                  |
| 福岡県道713号唐尾広川線 重複区間起点 | 筑後市   | 大字溝口     | 溝口交差点            |
| 福岡県道713号唐尾広川線 重複区間起点 | 八女市   | 川犬         |                       |
| 福岡県道793号柳瀬筑後線              | 八女市   | 平           |                       |
| 福岡県道96号八女瀬高線               | 八女市   | 本町         | 西矢原町交差点 / 終点 |

### 沿線
- 船小屋温泉
- 平郵便局
- 八女福島の街並み